# ORANGE RANGE LIVE TOUR 008 〜PANIC FANCY〜 AT 武道館
『ORANGE RANGE LIVE TOUR 008 〜PANIC FANCY〜 AT 武道館』（オレンジレンジ ライブツアー ダブルオーエイト・パニックファンシー アット ぶどうかん）は、日本のミクスチャーバンド、ORANGE RANGEの6枚目のDVD。

## 解説
- ORANGE RANGE4枚目のライブDVD。ライブツアー「PANIC FANCY」のORANGE RANGE初の日本武道館単独公演での最終公演の映像が公演楽曲完全ノーカット&MC付きで収録されている。さらに楽屋でのオフショット秘蔵映像も収録されている。
- このライブでのドラマーは桜井正宏である。

### ライブ映像
1. イケナイ太陽
17thシングル。
2. 以心電信
2ndアルバム「musiQ」収録曲。
3. GOD69
3rdアルバム「ИATURAL」収録曲。
4. 〜MC〜
5. 太陽と向日葵、周りなんか気にせずに…夏。
5thアルバム「PANIC FANCY」収録曲。
6. Sunny Stripe
5thアルバム「PANIC FANCY」収録曲。
7. 現実逃避
5thアルバム「PANIC FANCY」収録曲。
8. 〜現実逃避中〜
楽屋でのオフショット秘蔵映像である。
9. おしゃれ番長 feat.ソイソース
20thシングル。
10. DANCE2 feat.ソイソース
4thアルバム「ORANGE RANGE」収録曲。
11. Beat it
5thアルバム「PANIC FANCY」収録曲。
12. 世界ワールドウチナーンチュ紀行〜シーミー編〜
5thアルバム「PANIC FANCY」収録曲。
13. 〜MC〜
14. シアワセネイロ
5thアルバム「PANIC FANCY」収録曲。
15. チャンピオーネ
13thシングル。
16. 上海ハニー
2ndシングル。
17. ロコローション
6thシングル。
18. 〜冷たい楽器隊solo〜
19. イカSUMMER
16thシングル。
20. お願い!セニョリータ
11thシングル。
21. TWISTER
1stアルバム「1st CONTACT」収録曲。
22. キリキリマイ
デビューシングル。
23. 冬美
5thアルバム「PANIC FANCY」収録曲。
24. 花
8thシングル。
25. ラヴ・パレード
10thシングル。
26. 君station
18thシングル。

〜アンコール〜
1. Happy Birthday Yeah! Yeah! Wow! Wow!
5thアルバム「PANIC FANCY」収録曲。
2. O2
19thシングル。
3. U topia
3rdアルバム「ИATURAL」収録曲。
4. ドレミファShip
5thアルバム「PANIC FANCY」収録曲。

〜特典映像〜
1. 〜おしゃれなマルチ番長〜